# Pierre Poinsot de Chansac
Pierre Poinsot de Chansac, né le 7 février 1764 à Chalon-sur-Saône (Saône-et-Loire) et mort le 30 juillet 1833 à Dijon (Côte-d'Or), est un général français de la Révolution et de l’Empire.

## Biographie

### Du simple soldat au général de division
Il fait ses premières armes au 57e régiment d'infanterie où il entre en qualité de soldat le 1er avril 1779. Envoyé avec son régiment en Corse commandée par le comte de Marbœuf, il y demeure jusqu'en 1784, époque à laquelle il obtient en récompense de sa bonne conduite le grade de sous-officier. Après avoir acheté son congé, il rentre dans ses foyers le 31 juillet 1783. Toutefois son penchant pour la carrière des armes le ramène bientôt sous les drapeaux. Il entre dans le 11e régiment de dragons le 20 octobre 1786, y est nommé brigadier, et puis quelque temps après fourrier. Il sert depuis cinq ans sept mois dans les dragons lorsqu'il en sort pour passer dans la cavalerie de la Garde du roi, où il reste jusqu'au licenciement de ce corps. 
Aussitôt que la guerre de la Révolution française a commencé, Poinsot demande du service et est nommé le 31 mai 1792 capitaine de cavalerie dans la légion du Nord. Il combat sous les ordres du général Dumouriez à l'armée du Nord, où son courage et ses talents lui procurent un avancement rapide. Devenu adjudant-général le 25 février 1793, il se rend le 3 juin à l'armée des Pyrénées orientales où il donne de nouvelles preuves de sa valeur. Le 17 juillet il attaque les Espagnols à Peyrestortes, leur fait 500 prisonniers et s'empare de deux pièces de canon. Promu au grade de général de brigade le 7 août 1793, Poinsot se distingue à l'affaire du camp de la Perche, à la reprise de la Cerdagne française, envahit la Cerdagne espagnole, fait 1 500 prisonniers, se rend maître de huit pièces d'artillerie, d'un camp de 6 000 hommes ainsi que des vivres, des munitions, des fourrages et de la caisse de tous les corps. Cette conquête lui vaut le grade de général de division provisoire le 24 septembre 1793. 

### Campagne d'Italie, 1799-1801
Suspendu de ses fonctions le 27 novembre, comme ayant été garde du roi, Poinsot est toutefois maintenu en activité par le général Dugommier. Appelé à l'armée de Rhin-et-Moselle le 1er septembre 1796, il n'est employé que dans le grade de général de brigade par suite du travail d'Aubry, qui vient alors priver les militaires des récompenses que leur ont acquises leur bravoure et leurs services. Il part ensuite pour l'armée de Mayence, est réformé le 21 août 1798, et rentre en activité le 21 juillet 1799, époque à laquelle il va rejoindre l'armée d'Italie sous les ordres de Masséna. Le général Poinsot participe alors à la plupart des combats qui sont livrés dans la Péninsule. 
Il se fait plus particulièrement remarquer à la défense de Gênes où Masséna, pendant soixante jours, résiste avec une poignée de soldats dénués de tout secours aux forces infiniment supérieures des coalisés. Le 8 avril 1800, les divisions de l'armée française sont établies pour la défense de Gênes et de ses environs, de manière que l'ennemi soit obligé de se morceler pour faire face à toutes les attaques qu'il a à redouter, et à toutes celles qu'il doit entreprendre. Le général Poinsot, qui commande une brigade dans la division de Gazan, reçoit l'ordre de se porter sur Campo-Freddo, en chasse l'ennemi et lui fait avec la 92e demi-brigade et un bataillon de la 78e 124 prisonniers. Le 10 avril, il attaque à hauteur de Sassello l'arrière-garde autrichienne qui se dirige par là sur la Verreria, la culbute, la met en déroute et emporte la ville au pas de charge. Parvenu à un mille au-delà de Sassello, le général Poinsot, n'ayant avec lui que 15 chasseurs, se jette sur un détachement de 100 hussards qui escorte plusieurs pièces d'artillerie et lui enlève trois canons. 
Il se signale aussi dans divers autres engagements plus ou moins importants. Lorsque l'armée française, par suite des journées des 18, 19 et 20 avril 1800, se replie sur Gênes, Masséna confie le commandement de la réserve au général Poinsot. C'est lui qui, de concert avec l'adjudant-général Andrieux, enlève à l'ennemi ses deux dernières redoutes sur le mont Reti et fait mettre bas les armes à un bataillon ennemi qui tombe en notre pouvoir avec son drapeau. Le général Poinsot se distingue de nouveau le 11 mai, dans un combat où plus de 800 Autrichiens sont culbutés et précipités du haut des rochers. La capitulation ayant été signée, il continue à servir à l'armée d'Italie sous les généraux Brune et Moncey. 

### Sous le Consulat et l'Empire
Rentré dans ses foyers avec traitement d'activité le 1er juillet 1801, il cesse d'être employé dans son grade le 23 septembre suivant. Réintégré le 2 novembre, on le charge bientôt du commandement d'une subdivision dans la 18e division militaire. Le 21 février 1803, Poinsot part pour Saint-Domingue avec le général Rochambeau, rentre en France le 1er août, puis se rend le 28 juillet 1804, à l'île de Walcheren pour prendre le commandement des troupes qui s'y trouvent stationnées. Créé membre de la Légion d'honneur le 11 décembre 1803, il devient commandeur de l'ordre le 14 juin 1804. Après avoir été admis au traitement de réforme le 20 août 1805, il est remis en activité dans la 18e division militaire le 24 mai 1806, et employé au 2e corps d'observation de la Gironde le 15 décembre 1807.
Le général Poinsot va à l'armée d'Italie le 28 novembre 1808. De retour à Paris le 13 novembre 1809, il passe à l'armée d'Espagne le 19 décembre et fait partie du 2e corps de celle de Portugal le 20 juin 1810. Le 14 février 1810, il a été créé baron de l'Empire. Mis en disponibilité le 2 juillet 1811, il organise 4 escadrons dans la 6e division militaire le 2 janvier 1812, sert le 11 août dans le 11e corps de la Grande Armée et obtient un commandement dans le 2e corps de cavalerie le 12 avril 1813.

### Au service du roi
Prisonnier de guerre quelque temps après, il revient au mois de juin 1814 en France, où il cesse d'être en activité le 1er septembre. Admis à la retraite le 24 décembre, il est mis à la disposition du général Margaron pour être employé au dépôt de cavalerie d'Amiens le 28 mai 1815. Le 1er octobre le général Poinsot rentre dans l'état de retraite, devient lieutenant-général honoraire le 8 mars 1818, est compris comme maréchal de camp dans le cadre de réserve de l'état-major général le 22 mars 1831, obtient encore une fois sa retraite le 1er mai 1832, et meurt le 30 juillet 1833.
Son nom est inscrit sur l'arc de triomphe de l'Étoile, côté Nord.

### Vie maçonnique
En 1808,  il est initié franc-maçon à la loge « L’impériale des francs-chevaliers » du Grand Orient de France à l’orient de Paris.